# Bachia alleni
Bachia alleni (антильська бахія) — вид ящірок родини гімнофтальмових (Gymnophthalmidae). Мешкає на Карибах.

## Поширення і екологія
Антильські бахії мешкають на Гренаді та на Гренадинах в архіпелазі Малих Антильських островів. Вони живуть в мезофільних тропічних лісах, серед опалого листя і коріння дерев. Живляться безхребетними, відкладають яйця.

## Збереження
МСОП класифікує стан збереження цього виду як близький до загрозливого. Bachia alleni загрожує знищення природного середовища.